# Hyponychium

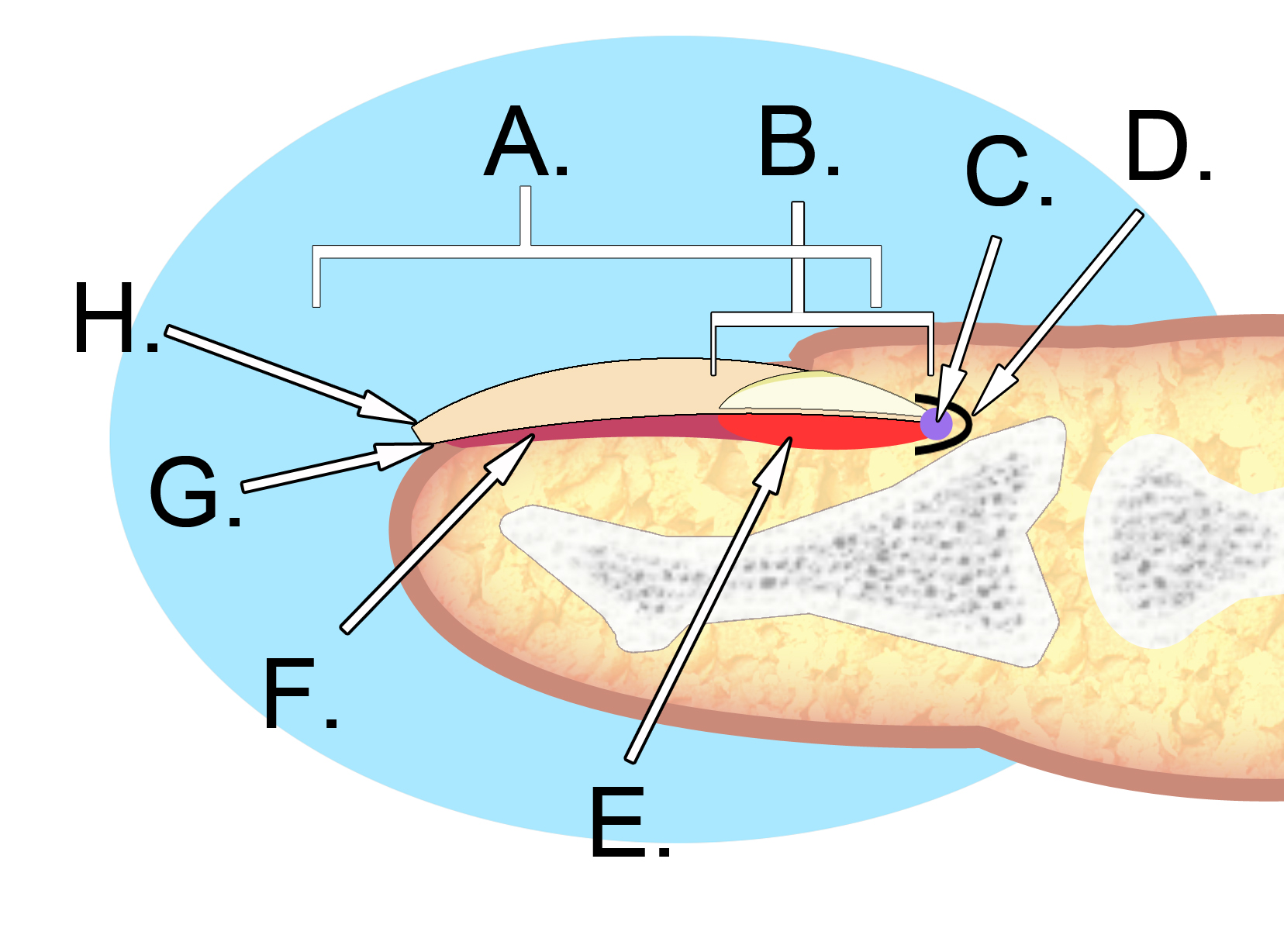
Hyponychium en (G)

L'hyponychium est la zone épaissie de l'épiderme de chacun des doigts, recouverte du bord libre de l'ongle. Sa limite proximale, où l'épiderme est en contact avec l'ongle (lit unguéal), est appelée la bande onychodermale. La partie distale de l'hyponychium se continue avec la pulpe du doigt.

## Etymologie
Du grec ancien ὑπό, hypo (« au-dessous »), ὄνυξ, ὄνυχος, onux, onukhos (« ongle ») et du suffixe latin -ium.